# Keltski križ
Keltski križ ali visok križ ali stoječi križ (irsko: cros ard / ardchros, škotska gelščina: +crois àrd / àrd-chrois, valižanščina: croes uchel / croes eglwysig) je samostoječ krščanski križ iz kamna, pogosto bogato okrašen. Na Irskem in v Veliki Britaniji je obstajala edinstvena zgodnja srednjeveška tradicija, ki je postavljala velike kamnite križe, po navadi na prostem. Ti so se verjetno razvili iz prejšnjih tradicij z uporabo lesa, morda s kovinskimi dodatki in že poganskimi keltskimi spominskimi kamni. Piktski kamni iz Škotske so tudi lahko vplivali na obliko. Zdi se, da so najzgodnejši ohranjeni primerki prišli z ozemlja anglosaškega kraljestva Northumbrija, ki so jo irski misijonarji pokristjanili. Ostaja nejasno ali je bila oblika prvič razvita na Irskem ali v Veliki Britaniji.
Njihova reliefna dekoracija je mešanica religioznih figur in delov kot so vozli, preplet in vinske vitice v Veliki Britaniji, vse sloge najdemo tudi v otoški keltski umetnosti v drugih medijih, kot so iluminirani rokopisi in kovinskih predmetih. Verjetno so bili običajno pobarvani, morda nad modeliranim slojem mavca. Z izgubo barve in posledicami erozije reliefov, še posebej prizorov, prepolnih majhnih figur, so zdaj pogosto precej nejasni in težko berljivi.
Zgodnji križi so bili običajno do približno dva metra visoki, na Irskem se pojavijo primeri precej višji in večjih proporcev in imajo velike površine za rezbarjenje. Anglosaksonski primeri so v glavnem ostali vitki, vendar so lahko visoki. Razen v primerih v Northumbriji, je njihova dekoracija večinoma okrasna in ne figuralna. Križi pogosto nosijo kamnit obroč okoli križa, ki tvori keltski križ. To se zdi očitno inovacija keltskega krščanstva, morda z otoka Iona . Izraz "visoki križ" se večinoma uporablja na Irskem in na Škotskem, vendar je tradicija po vsej Britaniji in na Irskem v bistvu ena sama, čeprav so gotovo večike regionalne razlike.
Nekateri križi so bili postavljeni zunaj cerkva in samostanov, drugi na mestih, ki lahko označujejo meje ali razpotja cest ali pred cerkvami. Ne glede na to ali so bili uporabljeni kot "pridigarski križi" v zgodnjih obdobjih, so bili prestavljeni številni križi na svoje sedanje lokacije. Zdi se, da v zgodnjem srednjeveškem obdobju niso bili uporabljeni kot nagrobniki. V 19. stoletju keltskega preporoda je keltski križi z dekoracijo v obliki otoškega sloga postal zelo priljubljen kot nadgrobni spomenik in jih zdaj najdemo v mnogih delih sveta. Za razliko od irskih izvirnikov dekoracija običajno ne vsebuje figur

## Irska in Britanija
Visoki križi so primarno ohranjena monumentalna dela otoške umetnosti, največje število v Veliki Britaniji pa je z območij, ki so do relativno poznega obdobja ostala pod keltskim krščanstvom. Nobenih primerov ali sledi pričujočih prejšnjih oblik v lesu ali s kovini ni. Dekorativni repertoar zgodnjih križev je bil gotovo izposojen iz kovinskih izdelkov, enako pa velja za otoške iluminirane rokopise. Sveti Adomnán, opat Iona, ki je umrl leta 704, navaja podobne samostoječe obročaste lesene križe, kasneje jih zamenjajo kamnite različice . Morda so najstarejši ohranjeni kamniti križi pri Carndonaghu, Donegal, kjer se zdi, da so jih postavili misijonarji iz Iona , ki so bežali pred Vikinškimi napadalci in »je dalo Ioni kritično vlogo pri oblikovanju obročastih križev«. Okrogli elementi, vidni na zgodnjih križih, verjetno izhajajo iz piktskih kamnov. Visoki križi so lahko obstajali v sedmem stoletju v Northumbriji, in se nato razširili na velik del jugovzhodne Škotske in na Irsko, čeprav so irski premaknjeni v poznejši čas. Datacija, ki je bila dodeljena večini zgodnjih križev, ki so se ohranili v dobrem stanju, bodisi v Ruthwellu in Bewcastleju, skupini Zahodna Osorija na Irskem, Iona ali Kildaltonski križi na Islayu, kažejo težnjo k zbliževanju obdobju okoli ali rahlo pred letom 800, kljub razlikam med northumbrijskimi in keltskimi vrstam. Visoki križ se je kasneje razširil na preostale britanske otoke, vključno s keltskimi območji Walesa, Devona, Bretanje in Cornwalla, kjer ogamski napisi kažejo tudi irsko prisotnost, nekatere primere pa najdemo tudi v kontinentalni Evropi, zlasti tam, kjer so slog prinesli otoški misijonarji.
Večina irskih visokih križev ima značilno obliko obročastega keltskega križa in so večinoma večji in bolj masivni in imajo več figuralne dekoracije od tistih drugih. Verjetno so tudi pogosteje ohranjeni. Najbolj opisani križi v Veliki Britaniji so bili uničeni ali poškodovani v ikonoklazmu po reformaciji in so običajno ostali le deli gredi. Obroč je na začetku služil za krepitev glave in rok visokega križa, vendar je kmalu postal tudi dekorativni element.
Visoki križi so bili statusni simboli, bodisi za samostan bodisi sponzorja ali pokrovitelja in morebiti pridigarski križi, morda pa so imeli tudi druge funkcije. Nekateri imajo napise, ki opisujejo darovalca, ki jih je naročil, kot sta Muireachov visoki križ in Bewcastleski križ. Najzgodnejši irski križi iz 8. ali 9. stoletja so imeli samo okras, vključno s prepleti in okroglimi okrasnimi kamni, vendar se v 9. in 10. stoletju pojavljajo figurativne podobe, včasih pa samo Kristusova figura križanja v središču, največji primeri iz 10. stoletja imajo veliko podob na večjem delu površine. Nekateri pozni irski primeri imajo manj figur, približujejo se naravni velikosti in so izklesani v zelo visokem reliefu. Irska tradicija se je po 12. stoletju umirila, vse do keltskega preporoda v 19. stoletju, ko je keltski križ vidno oživel kot nadgrobni spomenik in spomenik, običajno uporabljen kot okras in za napis. Ti so zdaj najdeni po vsem svetu, pogosto v kontekstih brez posebne povezave z otoki ali Britanijo.
Anglosaški križi so bili običajno bolj vitki in pogosto skoraj kvadratni. Čeprav so bili, tako kot pri Ruthwell Cross in Bewcastle Crossu, geografsko blizu območij keltske cerkve, se zdi, da so bili večji, morda za izpolnjevanje lokalnih pričakovanj, dva Mercian Sandbach križa iz 9. stoletja sta največja v tem obdobju od koderkoli. Glave so po navadi manjše in običajno ne-keltski križ, čeprav večina sploh ni ohranjena. Izrezljane podobe na teh velikih primerih so veliko večje in izklesane v globljih reliefih kot irski ekvivalenti iz podobnega obdobja - le nekateri zelo pozni irski križi kažejo enako velike figure. Anglosaška dekoracija pogosto združuje plošče listov vinske trte z drugimi prepletenimi elementi, čeprav sta postavitev in učinek na daljavo podobna keltskim primerom. Manjši primeri so imeli le takšne dekoracije in napise, ki so veliko bolj pogosti na anglosaških kot irskih križih.
Po vikinških invazijah je naseljena skandinavska populacija Danelaga sprejela obliko in številni križi združujejo krščanske in poganske nordijske mite, ki jih je Cerkev se zdi tolerirala in sprejele vsaj kot metaforo za obdobje, ko je bila pretvorba nemogoča. Primer je Gosforth Cross, zelo redek skoraj kompleten križ v Angliji. Do 10. stoletja so bili taki anglo-skandinavski križi največji del proizvodnje v Angliji, saj se zdi, da je bil visok križ opuščen na jugu, čeprav so bili za preprost in praktičen prehod Dartmoorja nedvomno bistvenega pomena še stoletja. Glede na to, da je bil uporabljen težek granit, je dekoracija večinoma rahla. Tržni križi, mnogi, ki datirajo v zgodnji srednji vek, so še naprej postavljeni in zamenjani do sodobnega časa.
V piktski Škotski je križna plošča, ploski kamen z reliefnim križem ali graviran pravokotni kamen, razvit kot hibridna oblika piktskega kamna in visokega križa. Križ je običajno le na eni strani kamna, preostala območja kamna pa so lahko prekrita s prepletom ali drugimi dekoracijami. Ti se navadno razlikujejo od resničnih visokih križev.

## Skandinavija
Tradicija postavljanja visokih križev se je pojavila v času, ko so se norveška naselja pojavila na britanskih otokih in so prebivalci spoznali krščansko kulturo. Droben križ je bil odkrit v Granhammarju v župniji Vintrosa v Närkeju na Švedskem in priča angleški misiji v osrednjih švedskih provincah. Na Norveškem je bila britanska tradicija širše sprejeta, v Kaliforniji je znanih približno 60 kamnitih križev, vendar je le štiri mogoče varno datirati v vikinško dobo, zahvaljujoč runskim napisom. Mnogi križi so bili verjetno postavljeni na poganskih grobovih, ko se je družina krstila. Kasneje so jih preselili na pokopališča . Velika tradicija visokih križev je verjetno pripomogla tudi k povečanju popularnosti runskih kamnov (pogosto z graviranimi križi) na Švedskem. 

## Znameniti križi
Med najbolj znanimi so:
- Muiredachov križ in Zahodni križ na Monasterboice, okrožje Louth
- Clonmacnoisejski križi: križ Svetega pisma (original iz 9. stoletja je v muzeju, kopija pa stoji na prvotnem mestu) in Severni in Južni križ.
- Nižji (ali spodnji) križ, granitni križ iz 9. stoletja z bogato gravuro, na pokopališču cerkve sv. Canice, ki jo je ustanovil sv. Canice, vasica Finglas, Dublin. Križ je bil vzet iz svoje prvotne lokacije ob vznožju samostana in bil zakopan, da bi preprečili škodo Cromwellovim silam leta 1649. Najden je bil 160 let kasneje nedotaknjen in postavljen na sedanji lokaciji.
- Anglosaksonski Ruthwellov križ iz Škotske, 8. stoletje, z relativno velikimi figurami.
- Anglosaksonski Bewcastleski križ, v Northumbriji
- Anglosaksonski Irtonski križ, Cumbria, ki kaže afiniteto do sloga Bewcastle
- Piktiski / zgodnje srednjeveški Dupplin Cross v Strathearn, Škotska
- Piktiski / zgodnje srednjeveški Camus Cross v Angusu na Škotskem

- Klasični primeri piktskih križnih-plošč iz 9. stoletja: Aberlemno 2 in 3 v Aberlemnu, Angus
- Kildaltonski križ iz 8. stoletja iz Hebridov
- Samostan Iona ima dva križa, z drugimi na otoku.
- Visoki križ Saint Tola. Križ iz 12. stoletja v Dysertu O'Dei pri gradu O'Dea, ki prikazuje Kristusa in škofa, ki ima na vzhodu visoki relief z geometrijskimi motivi in živalskim okrasjem. Na zahodni strani baze so prikazani Skušnjava z Adamom in Evo pod drevesom znanja, medtem ko je na severni strani nekaj ceremonialnih figur. Je posebej fino ohranjen primer dvanajstega stoletja, ki ne uporablja kroga keltskega križa.
- Ahennyjski visoki križ. Dva peščena kamnita križa iz 8. do 9. stoletja in spadata med najzgodnejša visoka križa z obročem. Ahenny, okrožje Tipperary, v bližini meje Kilkenny in samostansko mesto Kilklispeen ali cerkev sv. Crispena
- Visoki križ iz Ardboe, križ iz 10. stoletja blizu Cookstowna, je erodiran in prikazuje 22 plošč s prizori iz stare in nove zaveze.
- Križ sv. Kevina, dolina Glendalough, križ iz 12. stoletja, dobro ohranjen, izdelan iz granita.
- Južni križ, Kells, grofija Meath, ki je najbolje ohranjen od več iz 10. st. v mestu.
- Doorty Cross, Kilfenora, County Clare; 12. stoletje, na njem je izklesan škof in dva druga klerika.
- Kilree visoki križ, visok križ iz 9. stoletja, naj bi bil pokopališče Niall Caille, ki se nahaja 4 km jugovzhodno od Kells Priory, Co Kilkenny.
- Kilkieranski visoki križ, trije križi pri Ahennyju, grofija Tipperary: navaden križ (brez kroga), zahodni križ (z veliko okrasja), dolg valjast križ (ima dolgo gred z dekoracijo).
- Dva Moonejska visoka križa, v okrožju Kildare blizu Moonea. Veliki križ naj bi bil izklesan med letoma 900 in 1000. Zelo je okrašen in 5,33 m visok.

## Moderna doba
Od 19. stoletja so bile postavljene številne velike sodobne različice za različne namene, manjši keltski križi pa so postali priljubljeni za posamezne nagrobne spomenike, ki po navadi vsebujejo le abstraktni ornament, običajno prepleten.
Leta 1887 je revolucionar William Slater Calverley naročil repliko naravne velikosti Gosforthovega križa in jo postavil pri cerkvi v Aspatriji v Cumbrii [3].
V začetku 21. stoletja je irski kipar Brendan McGloin dobil naročilo Ancient Order of Hibernians, Portland, da izdela repliko Clonmacnoisejskega križa. S 4 metri in 5 tonami peščanjaka, je bil končan leta 2007 in odpeljan iz Donegala v Portland, Oregon, kjer je postal spomenik lakoti. Leta 2016 je bil postavljen visok križ zunaj Wakefieldove stolnice, Zahodni Yorkshire, Anglija, izklesan iz kamna iz Holmfirtha, ki ga je izklesala Celia Kilner. Temelji na ostankih sakonskega visokega križa iz leta 930. 

## Galerija
- Križ Svetega pisma (Clonmacnoise, Irska)
- Zahodni križ (Kilfenora, Irska)
- Križ sv. Tola (samostan Dysert O Dea, Irska)
- Kirkyard Stone, razred II, pictski kamnit križ, Aberlemno, Škotska
- Križž iz Downpatricka (Severna Irska)
- Cadoverski križ, eden od Dartmoorskih križev (Dartmoor, Anglija)
- Ruthwellski križ (Ruthwell, Škotska)
- Gosforth, Cumbria
- Irton, Cumbria
- Spomenik siru Henryju Lawrencu v The Residency, Lucknow
- Ahennyjski visoki križ, Irska
- Killameryjski križ, Irska
- Kilkieranski križi